# 戸土野正内郎
戸土野 正内郎（とどの せいうちろう）は、日本の漫画家。長野県出身。「軍曹ペン銀（ぐんそうぺんぎん）」の名義で漫画原作も行う。

## 経歴
1996年に、「INNOCENT BLADE」（短編集『INNOCENT BLADE UNEVIL』収録）で第3回エニックス21世紀マンガ大賞を受賞し、『月刊少年ガンガン』（エニックス〈現・スクウェア・エニックス〉）にてデビュー。その後『月刊ガンガンWING』（同）にて『悪魔狩り』を執筆していたが、エニックスお家騒動を経て『月刊コミックブレイド』（マッグガーデン）に移籍。『イレブンソウル』を連載した。

## 人物
- 基本的にアシスタントを雇わず、一人で原稿を描き上げている。ただし、カラー原稿のみ、やむを得ない事情（後述）により協力者を必要とする。
- 色覚異常があり、色の大半を区別できない（しにくい）。そのため、漫画家としてどうしても避けられないカラー原稿の仕事があるときは、協力者に基本の色を決めてもらってから着彩作業に入るとのこと[1]。
- 自身の作品が掲載誌の中でも異色の作風であることを自覚しているらしく、自ら「ケーキ屋に並ぶカツ丼」と称している。
- 原作ネームがまだ3本、手付かずの状態らしいが現連載作の作画作業が忙しくてどうにもならない。
- 洋ゲーが好き。

## 作品
戸土野 正内郎名義
- 悪魔狩り（月刊少年ガンガン、全1巻（絶版）。マッグガーデン新装版『悪魔狩り DaemonHunters』全1巻）
  - 悪魔狩り〜冠翼の聖天使篇〜（月刊ガンガンWING、全6巻（絶版）。マッグガーデン新装版全6巻）
  - 悪魔狩り〜寂滅の聖頌歌篇〜（月刊コミックブレイド、全7巻）
- INNOCENT BLADE UNEVIL（短編集、全1巻）ISBN 978-4-8612-7222-6
- イレブンソウル（月刊コミックブレイド、全15巻）
- どらくま（月刊コミックガーデン、全6巻）

軍曹ペン銀名義
- 天叢雲（作画：風庭ルスイ、月刊コミックブレイド、全1巻）